# Lijst van Nederlandse deelnemers aan de Olympische Winterspelen van 2018
Dit is een lijst van Nederlandse deelnemers aan de Olympische Winterspelen van 2018 in Pyeongchang.

## Gekwalificeerden
| Olympiër               | Sport                | Onderdeel                                         | Ervaring  |
| ---------------------- | -------------------- | ------------------------------------------------- | --------- |
| Carlijn Achtereekte    | schaatsen            | 3.000m                                            | debutant  |
| Lotte van Beek         | schaatsen            | 1.500m                                            | 2e spelen |
| Jorrit Bergsma         | schaatsen            | 10.000m                                           | 2e spelen |
| Jan Blokhuijsen        | schaatsen            | 5.000m, ploegenachtervolging                      | 3e spelen |
| Kimberley Bos          | skeleton             | individueel                                       | debutant  |
| Daan Breeuwsma         | shorttrack           | 500m, 1.000m, aflossing                           | 2e spelen |
| Anice Das              | schaatsen            | 500m                                              | debutant  |
| Michelle Dekker        | snowboarden          | parallelreuzenslalom                              | 2e spelen |
| Dylan Hoogerwerf       | shorttrack           | 500m                                              | debutant  |
| Antoinette de Jong     | schaatsen            | 3.000m, ploegenachtervolging                      | 2e spelen |
| Yara van Kerkhof       | shorttrack           | 500m, 1000m, aflossing                            | 2e spelen |
| Sjinkie Knegt          | shorttrack           | 500m, 1000m, 1500m, aflossing                     | 3e spelen |
| Sven Kramer            | schaatsen            | 5.000m, 10.000m, ploegenachtervolging, massastart | 4e spelen |
| Itzhak de Laat         | shorttrack           | 1.000m, 1.500m, aflossing                         | debutant  |
| Marrit Leenstra        | schaatsen            | 500m, 1.000m, 1.500m, ploegenachtervolging        | 2e spelen |
| Cheryl Maas            | snowboarden          | big air, slopestyle                               | 3e spelen |
| Ronald Mulder          | schaatsen            | 500m                                              | 3e spelen |
| Jorien ter Mors        | schaatsen shorttrack | 1.000m (LB) 1.500m aflossing (ST)                 | 3e spelen |
| Kjeld Nuis             | schaatsen            | 1.000m, 1.500m                                    | debutant  |
| Patrick Roest          | schaatsen            | 1.500m                                            | debutant  |
| Lara van Ruijven       | shorttrack           | 500m, 1.000m, aflossing                           | 2e spelen |
| Irene Schouten         | schaatsen            | massastart                                        | debutant  |
| Suzanne Schulting      | shorttrack           | 500m, 1.000m, 1.500m, aflossing                   | debutant  |
| Jan Smeekens           | schaatsen            | 500m                                              | 3e spelen |
| Kai Verbij             | schaatsen            | 500m, 1.000m                                      | debutant  |
| Koen Verweij           | schaatsen            | 1.000m, 1.500m, ploegenachtervolging, massastart  | 2e spelen |
| Dennis Visser          | shorttrack           | aflossing                                         | debutant  |
| Esmee Visser           | schaatsen            | 5.000                                             | debutant  |
| Bob de Vries           | schaatsen            | 5.000m                                            | debutant  |
| Annouk van der Weijden | schaatsen            | 5.000m, massastart                                | 2e spelen |
| Ireen Wüst             | schaatsen            | 1.000m, 1.500m, 3.000m, ploegenachtervolging      | 4e spelen |